# 抑速ブレーキ

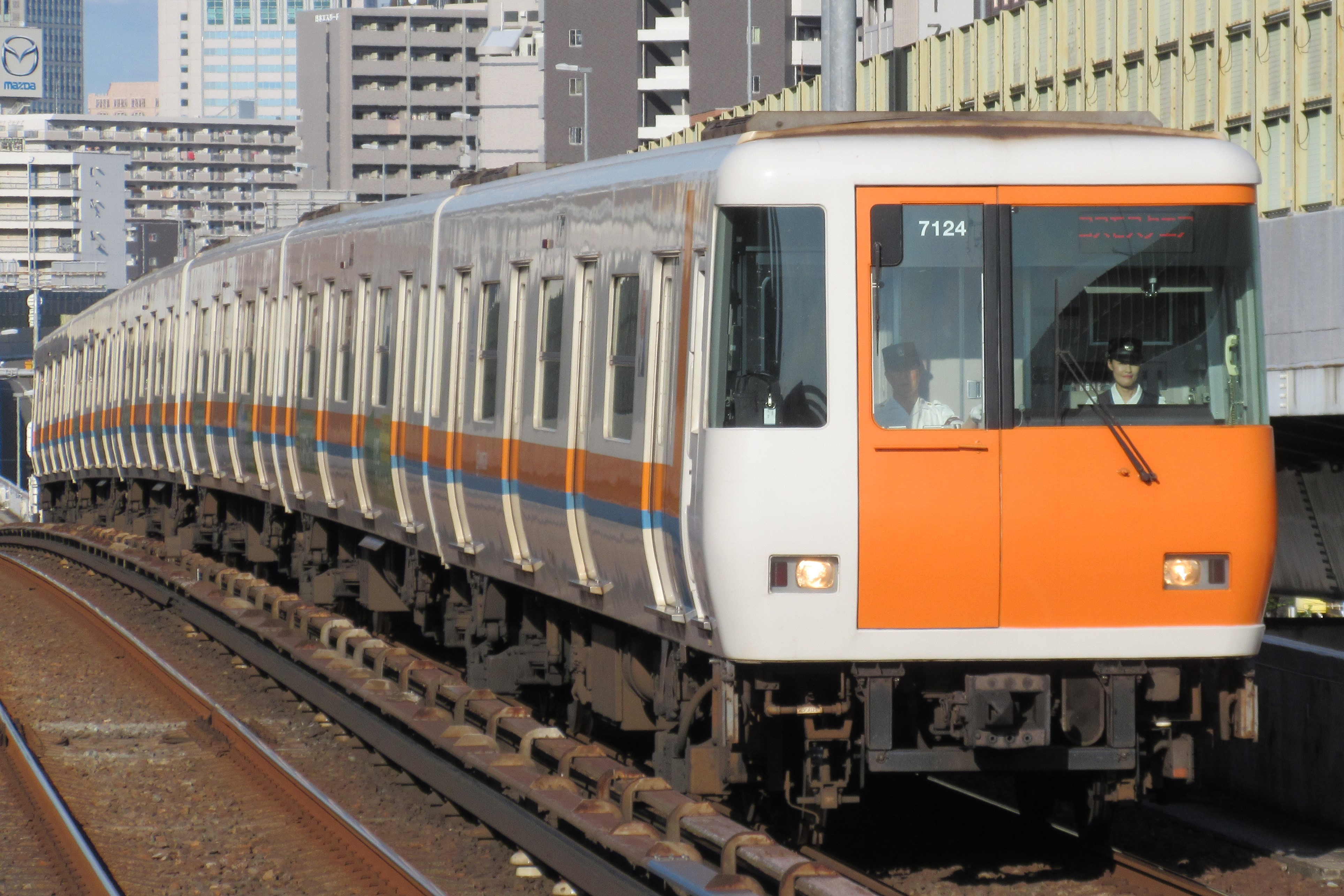
生駒山を横断する為、抑速ブレーキを搭載した近鉄7020系電車

抑速ブレーキ（よくそくブレーキ）とは、列車や車両を完全に止める「停止ブレーキ」に対し、速度を一定以下に抑えるためのブレーキのことをいい、文献によっては「勾配抑速ブレーキ」のことをいう。

## 概要
下り坂でブレーキを連続使用した場合、車輪やディスクを物理的に押さえる「摩擦ブレーキ」では、摩擦による熱が蓄積してフェード現象によるブレーキ力低下が発生したり、ベーパーロック現象でブレーキが全く効かなくなったりする。また、制動力の強さの関係でブレーキの締め・緩めが繰り返し発生することで、乗り心地悪化や所要時間増加などの悪影響を与えるため、「非摩擦ブレーキシステム」を使用する。
「ブレーキ」と名がつくが、操作はブレーキハンドルで行うもの、マスコンハンドルで行うもの、ボタンを押すものなどさまざまである。例えば大阪市交通局30系電車の場合、マスコンハンドルを切位置から加速とは反対に1・2ノッチ入れることで、JR西日本223系電車の場合はブレーキハンドルを抑速位置に、JR西日本321系電車は「抑速」と書かれたボタンを押すことで動作する。
主なものとして、電車や電気機関車といった電気車では、モーターを発電機として使用し、発生した電力を車載の抵抗器で熱エネルギーに変換してブレーキ力を得る発電ブレーキ、同じく発生した電力を架線に戻して他車がその電力を使用したり、自車の蓄電池に蓄えることでブレーキ力を得る回生ブレーキが使用される。
気動車やディーゼルエンジンを動力源とする大型トラック・バスでは、排気管を塞ぎ、その際に発生する圧力で回転を抑制してブレーキ力を得る排気ブレーキ、流体の抵抗を利用するコンバータブレーキ・流体式リターダーが装備されている。

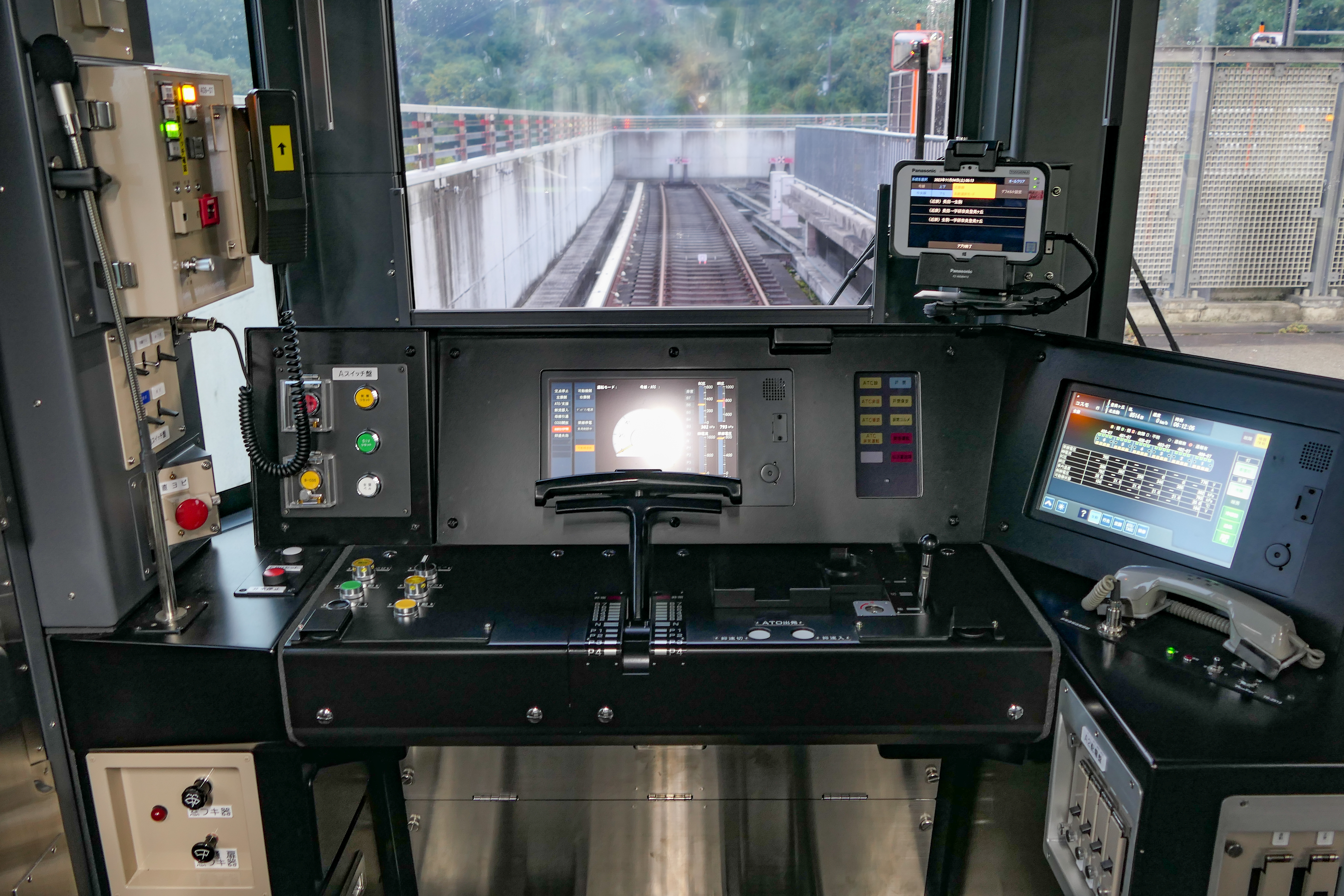
Osaka Metro400系電車の運転台。ワンハンドルマスコンとなり、抑速ブレーキはボタンでの始動となっている

1990年代までの抑速ブレーキは、多くがワンハンドルマスコンでは使用できなかった。近畿日本鉄道や南海電気鉄道でワンハンドルマスコンを採用しないケースが多いのは、抑速ブレーキが一部車両に搭載されており、部品を統一した方が安上がりになるのが理由である。技術の進歩により、前述した大阪市交通局30系の後継車両であるOsaka Metro400系電車やJR東日本E233系電車、JR東海313系電車など、ワンハンドルで抑速ブレーキを採用した車両も徐々に登場している。